# Hadenahalli, Channarayapatna
Hadenahalli là một làng thuộc tehsil Channarayapatna, huyện Hassan, bang Karnataka, Ấn Độ.